# Obertsrot

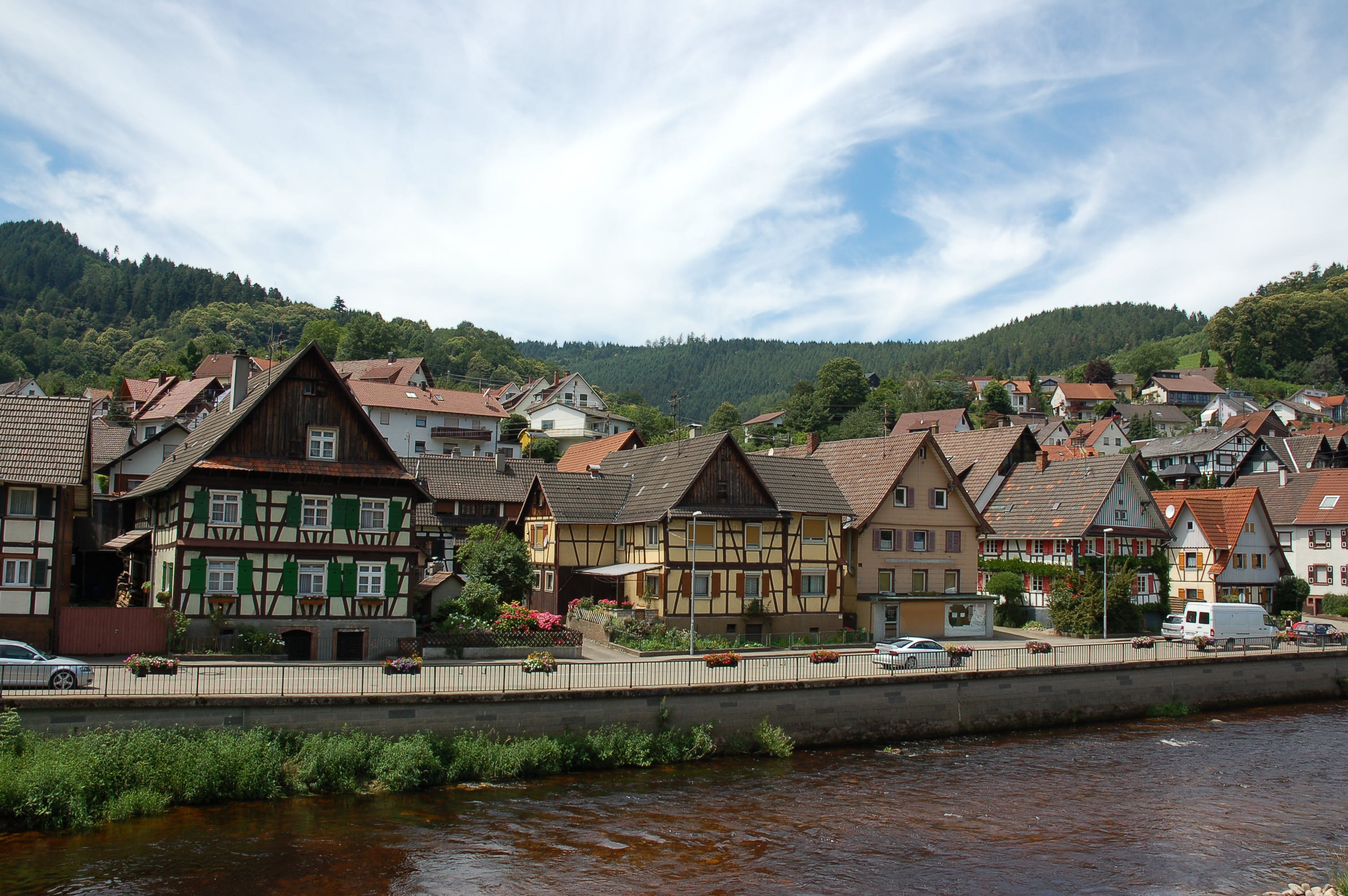
Obertsrot an der Murg

Obertsrot ist ein Stadtteil von Gernsbach im Landkreis Rastatt in Baden-Württemberg.

## Geographie

### Geographische Lage

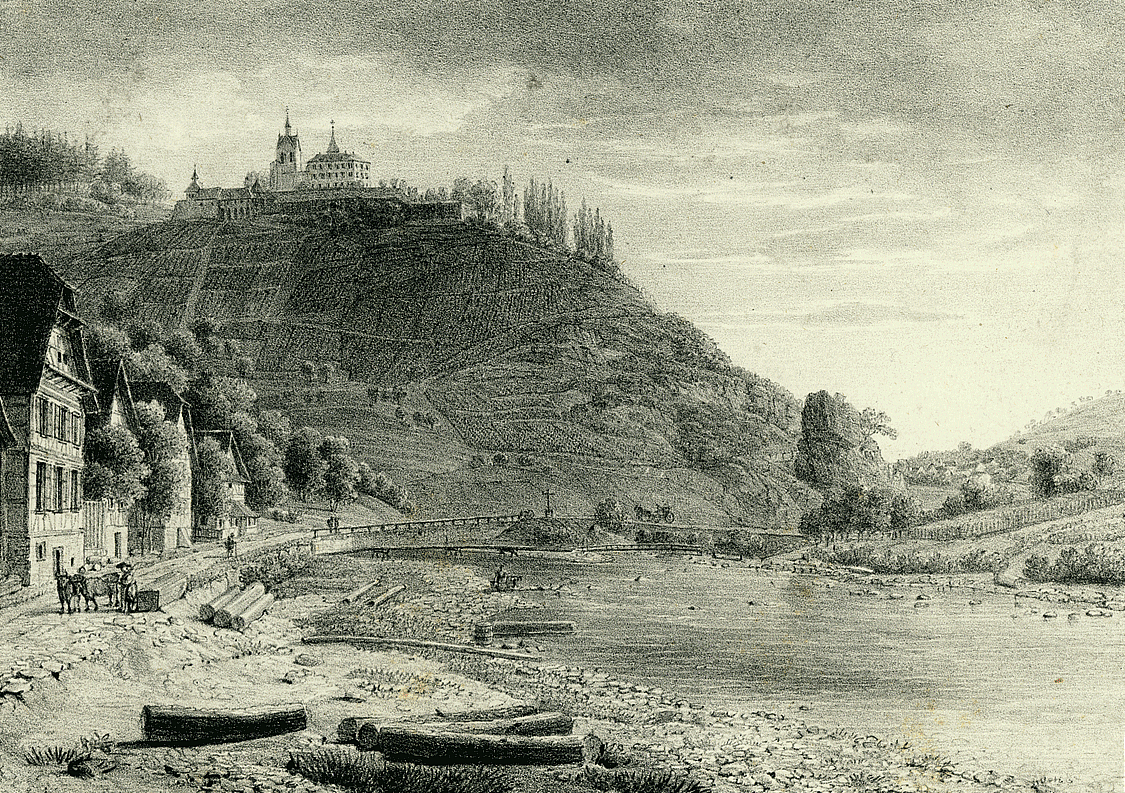
Blick von Obertsrot auf Schloss Eberstein im 19. Jahrhundert, Lithografie

Der Teilort befindet sich südlich von Gernsbach im Tal der Murg. Die Hauptsiedlungfläche liegt links der Murg. Der Teil rechts der Murg wird Obertsrot Siedlung genannt und schließt im Norden nahtlos an Scheuern – einen weiteren Stadtteil von Gernsbach – an.

## Geschichte
Obertsrot wurde in einem Schriftstück aus dem Jahre 1377 erstmals erwähnt, das im Generallandesarchiv Karlsruhe aufbewahrt wird.
Am 1. April 1970 schloss sich Obertsrot mit Hilpertsau zur Gemeinde Obertsrot zusammen, welche am 1. Juli 1974 in die Stadt Gernsbach eingemeindet wurde.

### Sagen und Legenden
Um den Ort ranken sich einige Sagen und Legenden:
- Der Köhlerplatz: In der Nähe des Lindel findet man mitten im Wald einen freien Platz. Hier steht der Kohlenmeiler eines Holzkohlenbrenners aus Obertsrot. Der alte Köhler blieb nach seinem Tode ohne Nachfolger und so erinnert nur noch der Name Köhlerplatz an einen längst aufgegebenen Beruf.
- Der Arme-Sünder-Weg
- Das Wilde Heer
- Der Hummelsberg
- Der Grafensprung

## Politik

### Ortschaftsrat
Der Ortschaftsrat Obertsrot ist neben dem Gemeinderat ein eigenständiges Gremium für Angelegenheiten in Obertsrot und Hilpertsau. Vorsitzender dieses Gremiums ist der Ortsvorsteher Walter Schmeiser von der Freien Bürgervereinigung Gernsbach.

### Wappen
Die ehemals selbständige Gemeinde Obertsrot führte in Silber zwischen drei (1:2) blau besamten roten Rosen zwei schräggekreuzte blaue Flößerhaken mit nach außen gekehrten Spitzen, das Ganze umschlungen von einem geknoteten blauen Seil.

Ortswappen von Obertsrot
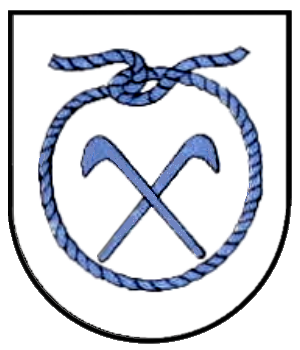
Altes Ortswappen von Obertsrot

## Kultur und Sehenswürdigkeiten

### Bauwerke

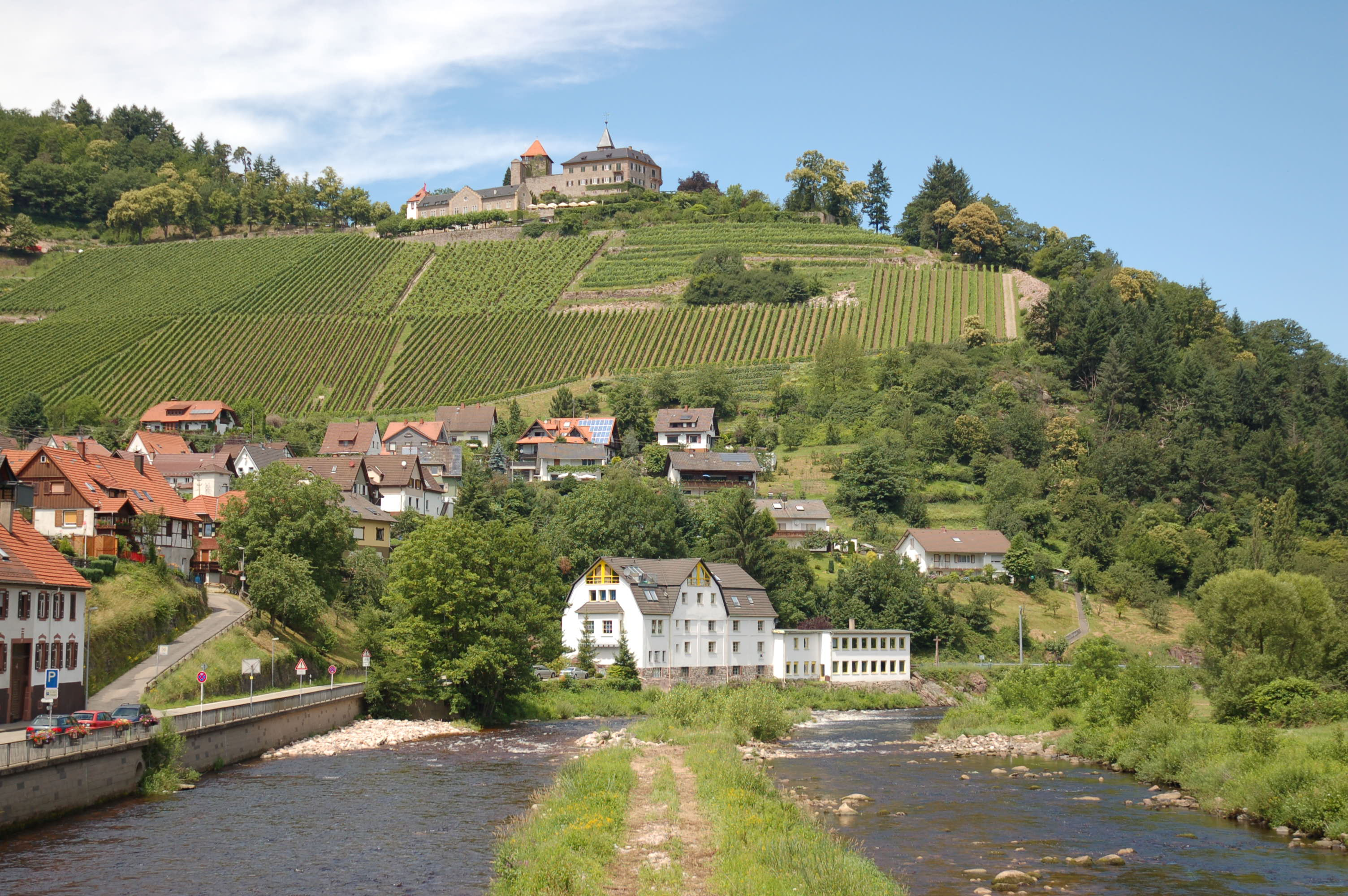
Schloss Eberstein über der Murg bei Obertsrot, Juni 2007

In Obertsrot gibt es einige sehenswerte Bauwerke:
- Schloss Eberstein, seit 1272 – ehemaliger Grafensitz. Heute ist hier ein Gourmetrestaurant, ein Ausflugsrestaurant sowie ein 4-Sterne-Hotel untergebracht.
- Herz-Jesu-Kirche, erbaut 1912–1915 als neoromanische Basilika, historische Ausmalungen und Ausstattungsstücke wurden 1970–1972 entfernt[3]
- St.-Erhard-Kapelle, erbaut 1752, Vorgänger der Herz-Jesu-Kirche, nach deren Einweihung profaniert[3][4]

### Regelmäßige Veranstaltungen
In Obertsrot gibt es eine Reihe von Brauchtümern:
- Die Ritzelzeit:  Nach Martini am 11. November war alles Obst auf den Bäumen, ebenso wie die Feldfrüchte, freigegeben zum Ritzeln, was bedeutete, dass jedermann das Obst, das jetzt noch auf den Bäumen hing und die Feldfrüchte abernten durfte, soweit das Grundstück nicht umzäumt war. Davon wurde früher eifrig Gebrauch gemacht, heute gerät der Brauch in Vergessenheit.
- Die Sauweide
- Die Mainachtsfeier
- Das Grundtragen

## Dialekt
Das Obertsroter Dialekt weist einige Eigenarten auf, wie die nachfolgenden Beispiele zeigen:
Geh mol d’Schtaffel nuff, no kommsch ins Hus nie,
durch d’Husdiir in de Ern.
Von do gehd Schtäg in de zweide Schtock.
Grad’us ged’s in d’Kiche.
Des Weiteren gibt es auch eine Mundartdichtung:
- D’Muederschbroch

Schwätz, wie din Schnabel gwachse isch,
bruchsch dich drweg nit schemme
(wenn grad kei Übergschnappter bisch
un duesch gern’s Mul voll nemme).
…

## Wirtschaft und Infrastruktur

### Verkehr
Am Ort entlang verlaufen die Bundesstraße 462 sowie die Trasse der Murgtalbahn, die in das Netz der Stadtbahn Karlsruhe und den Tarif des Karlsruher Verkehrsverbunds integriert ist.

### Ansässige Unternehmen
Mehrere aus der holzverarbeitenden Industrie hervorgegangene Fabriken sind in Obertsrot angesiedelt. Das Werk Gernsbach von Mayr-Melnhof Karton sowie das zu Baden Board gehörende Werk Baden Karton produzieren Kartonagen. Casimir Kast Verpackung und Display GmbH fertigt Verpackungen und Displays aus Karton und Wellpappe. Röchling Automotive KG, Werk Gernsbach-Obertsrot, ist ein kunststoffverarbeitendes Unternehmen der Automobilzulieferindustrie.